# Calvert Cliffs Clean Energy Center

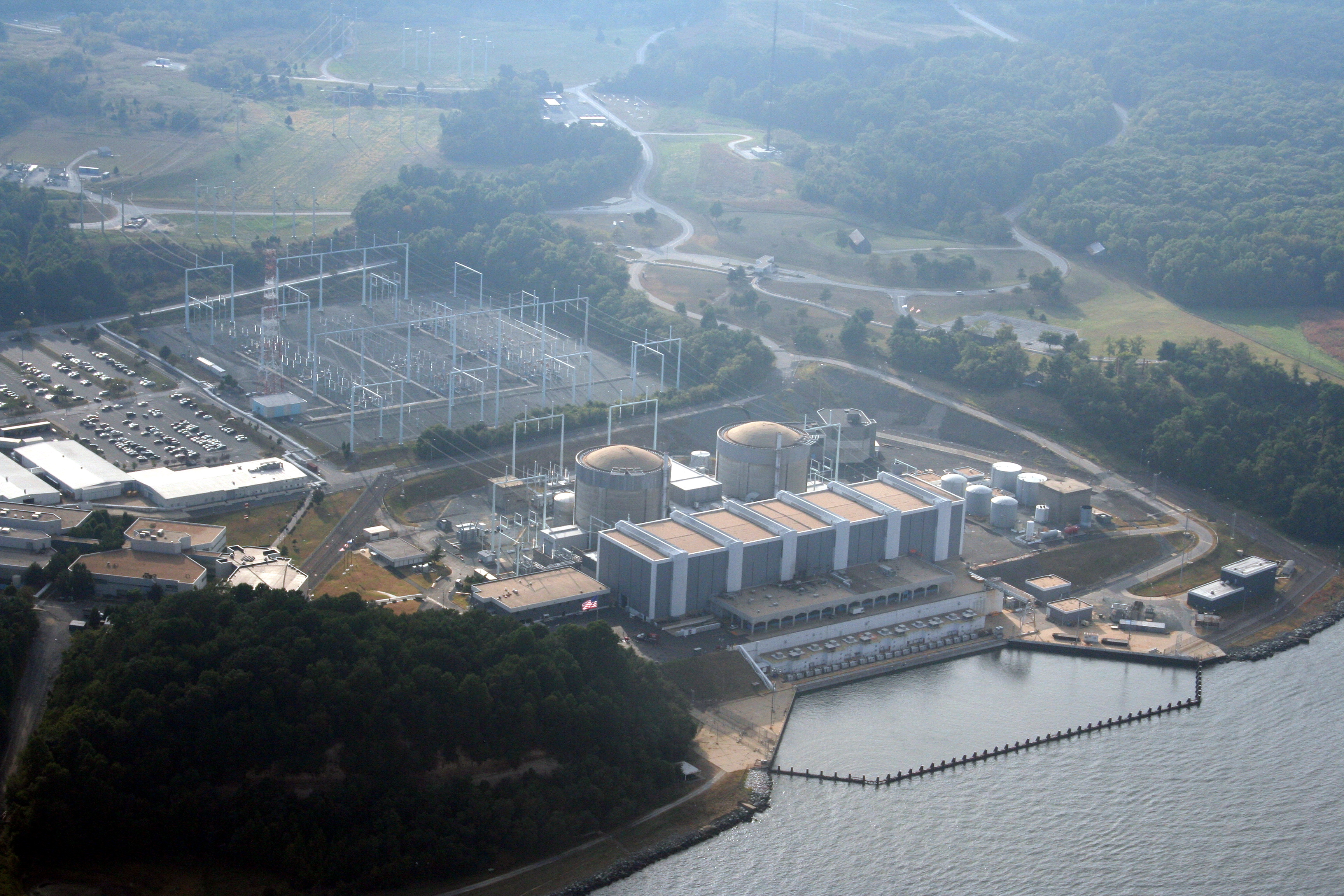
Calvert Cliffs Clean Energy Center, 2005.

Calvert Cliffs Clean Energy Center är ett kärnkraftverk med två kärnreaktorer som kan producera maximalt 1 790 megawatt (MW) elektricitet, vilket motsvarar elektricitet för mer än 1,3 miljoner bostäder. Kärnkraftsanläggningen ligger på ett 607 hektar (1 500 acre) stort område utanför Lusby, Maryland i USA. Calvert Cliffs ägs till 100% av Constellation Energy.
Kärnkraftverkets första reaktor kom i drift den 8 maj 1975 medan den andra gjorde det den 1 april 1977.